# Kensington (Nueva York)
Kensington es una villa ubicada en el condado de Nassau en el estado estadounidense de Nueva York. En el año 2000 tenía una población de 1.209 habitantes y una densidad poblacional de 1.834,8 personas por km². Kensington se encuentra dentro del pueblo de North Hempstead.

## Geografía
Kensington se encuentra ubicada en las coordenadas 40°47′34″N 73°43′26″O / 40.79278, -73.72389. Según la Oficina del Censo, la ciudad tiene un área total de 0,7 km² (0,3 mi²), de la cual 0,7 km² (0,3 mi²) es tierra y 0 km² (0 mi²) (0%) es agua.

## Demografía
Según la Oficina del Censo en 2000 los ingresos medios por hogar en la localidad eran de $115,916, y los ingresos medios por familia eran $133,235. Los hombres tenían unos ingresos medios de $100,000 frente a los $62,500 para las mujeres. La renta per cápita para la localidad era de $59,183. Alrededor del 1.2% de la población estaban por debajo del umbral de pobreza.